# Il re dei Pecos
Il re dei Pecos (King of the Pecos) è un film del 1936 diretto da Joseph Kane.
È un film western statunitense con John Wayne, Muriel Evans e Cy Kendall.

## Trama
Giunto nel Texas, Alexander Stiles decide di impossessarsi con l'aiuto della sua banda dell'intera vallata intorno al fiume Pecos, estesa circa un milione di acri, compresi tutti i punti di abbeveraggio del bestiame situati presso i suoi affluenti.
In particolare è interessato ad acquisire con la forza la terra intorno allo Sweet Water, in quanto costituisce l'unico punto di abbeveraggio, dopo sessanta miglia di deserto, per il bestiame diretto verso i mercati del Kansas.
A tale scopo incarica il suo scagnozzo Ash di eliminare la famiglia Clayborn, proprietaria di un ranch nella zona. Alla strage sopravvive solo il loro unico figlio John, che ancora bambino viene allevato da uno zio ad Austin.
Una volta cresciuto e laureatosi in legge, John Clayborn ritorna nella cittadina di Cottonwood dove Stiles si è arrogato i diritti su tutte le fonti di abbeveraggio e impone condizioni molto onerose agli altri proprietari di bestiame.
Clayborn cita in giudizio Stiles davanti al giudice Dunlop. Quest'ultimo stabilisce che, in base alla legge sulla colonizzazione, a Stiles spetta il diritto ad una sola fonte.
Nonostante questa sconfitta, Stiles è favorito dall'arrivo della ferrovia ad Abilene, perché per raggiungerla gli altri allevatori dovranno far abbeverare il loro bestiame presso lo Sweet Water, unica fonte rimastagli, e subire le sue condizioni.
Clayborn, insieme agli altri allevatori, si reca da Stiles con l'intenzione di trascinarlo di nuovo davanti al giudice per i suoi reati penali. Stiles e Ash tentano la fuga, ma vengono entrambi uccisi da Clayborn, dopo un inseguimento a cavallo.

## Produzione
Il film, diretto da Joseph Kane su una sceneggiatura di Bernard McConville, Dorrell McGowan e Stuart E. McGowan con il soggetto dello stesso McConville, fu prodotto da Trem Carr per la Republic Pictures e girato nelle Alabama Hills, Lone Pine, in California. Il titolo di lavorazione del film era West of God's Country.

## Distribuzione
Il film fu distribuito negli Stati Uniti il 9 marzo 1936 dalla Republic Pictures.
Altre uscite internazionali del film sono state:
- nel Regno Unito nel febbraio del 1937
- in Germania (Der König vom Pecos)
- in Italia (Il re dei Pecos)

## Promozione
La tagline è: "Law and Order comes to the Lone Star State!".

## Remake
Nel 1940 ne è stato prodotto un remake, Texas Terrors.